# Distretto di Qazax
Il distretto di Kazak (in azero: Qazax rayonu) è un distretto dell'Azerbaigian. Il suo capoluogo è Kazak.